# Несвич (река)
Несвич или Несвиж (укр. Несвіч, бел. Несьвіч или бел. Несвіж) — река на Украине и в Белоруссии, протекающая по территории Гомельской области Белоруссии и Киевской области Украины. Правый приток реки Брагинка.

## Описание
Длина реки — 37 км, площадь бассейна — 489 км². Среднегодовой сток воды — 1,6 м³/с. Уклон реки — 0,2 м/км.
Река начинается около бывшей деревни Кулажин (Брагинский район, Гомельская область) в месте соединения двух мелиорационных каналов. Течёт по низине Гомельского Полесья. Впадает в реку Брагинка с правой стороны примерно за 1 км в направлении на восток от бывшей деревни Чикаловичи и за 1 км в направлении на запад от городского поселка Комарин. 9 км реки протекают по границе Белоруссии и Украины.
Русло канализировано на протяжении последних 24 км до устья. Ширина реки составляет 7-12 м. Долина невыраженная, с пологими склонами. Пойма в среднем течении двусторонняя, луговая; в верхнем и нижнем — высокая, сливающаяся со склонами речной долины.